# ワット・シーチュム (ラムパーン)
ワット・シーチュム (Wat Si Chum 〈Wat Sri Chum〉、タイ語: วัดศรีชุม) は、タイの北部、ラムパーンにある仏教寺院である。寺院名の「シーチュム」は「菩提樹」の意である。

## 位置
ワット・シーチュムは、ラムパーン県の県庁所在地（ムアン）であるラムパーンのティパワン通り（英: Thipwan〈Tippawan〉 Road）沿いに位置する。

## 歴史
ワット・シーチュムは1890年代のラーマ5世（在位1868-1910年）の統治時代に、ラムパーン周辺地域の豊富なチーク材の伐採に従事していたビルマ系木材商の寄進により、ビルマ様式の寺院として創建された。1906年にはビルマからの仏舎利が納められた。
寺院は1981年、タイ芸術局により国の史跡に登録された。1992年の火災により礼拝堂（ウィハーン）が大きく損壊したが、その後、同様の建築様式で再建された。

## 構成
- 礼拝堂（ウィハーン、wihan）

階段のある木材とコンクリートで構築された中央の礼拝堂は、層塔化した7層の屋根を備えており、その頂部には金色の相輪が立つ。
- 本堂（ウボーソット、ubosot）

層塔化した屋根をもつ方形の本堂が境内の南東側にある。その装飾された入口は煉瓦とセメントで造られている。
- 仏塔（チェーディー、Chedi）

煉瓦とセメントで構築された仏塔もビルマ様式であり、ビルマから運ばれた仏舎利が納められている。周囲は化粧しっくいで装飾されている。